# At-Baschy-Talsperre
Die At-Baschy-Talsperre (kirgisisch Ат-Башы суу сактагыч) befindet sich am Unterlauf des At-Baschy im Oblus Naryn in Kirgisistan.
Die At-Baschy-Talsperre befindet sich 30 km westlich der Stadt Naryn sowie 30 km nordnordwestlich des Verwaltungszentrums At-Baschy. Sie wurde Ende 1970 fertiggestellt. Sie befindet sich unweit der kleinen Siedlung städtischen Typs Dostuk am Ausgang einer Schlucht im Karatau-Gebirgszugs, durch welche sich der Atbaschy-Fluss gegraben hat. Vier Turbinen zu je 10 MW liefern eine Gesamtleistung von 40 MW. Die Jahresleistung liegt bei 130–160 GWh. Das nutzbare Stauvolumen beträgt 7 Millionen m³. Die Dammhöhe beträgt 79 m. Der Staudamm befindet sich an einer stark erdbebengefährdeten Stelle.